# 크리터스 4
크리터스 4(Critters 4)는 미국에서 제작된 루퍼트 하비 감독의 1992년 코미디, 공포, SF, 스릴러 영화이다. 돈 케이스 오퍼 등이 주연으로 출연하였고 베리 오퍼 등이 제작에 참여하였다.

## 출연

### 주연
- 돈 케이스 오퍼
- 폴 위트혼
- 안젤라 바셋
- 앤더스 호브
- 에릭 달
- 브래드 듀리프

### 조연
- 테렌스 만
- 앤 램세이

## 제작진
- 미술: 필립 딘 포먼
- Ass-PD: 마크 오데스키
- 배역: 니나 아셀로드